# Montgeard
Montgeard – miejscowość i gmina we Francji, w regionie Oksytania, w departamencie Górna Garonna.
Według danych na rok 1990 gminę zamieszkiwało 290 osób, a gęstość zaludnienia wynosiła 31 osób/km² (wśród 3020 gmin regionu Midi-Pireneje Montgeard plasuje się na 777. miejscu pod względem liczby ludności, natomiast pod względem powierzchni na miejscu 1141.).